# Зденек Мілер
Зде́нек Мі́лер (чеськ. Zdeněk Miler; 21 лютого 1921 — 30 листопада 2011) — чеський художник-аніматор. Здобув популярність як творець дитячого анімаційного серіалу про Кротика (чеськ. Krtek або Krteček), що випускається на Празькій студії короткометражних фільмів (Krátký Film Praha) починаючи з 1957 року.
Мілер народився 21 лютого 1921 у місті Кладно. Закінчив Академію мистецтв, архітектури і дизайну в Празі. Він ілюстрував дитячі книги, малював мультфільми і складав забавні історії для малят.
Зденек Мілер створив перший мультфільм про Кротика «Як кріт роздобув собі штанці» в 1956. «В мультфільмах студії Walt Disney були майже всі тварини крім одного — того, яке використовував я», — говорив ілюстратор. У тому ж році, коли вийшла перша серія пригод Кротика, Зденек Мілер отримав за неї Срібного лева на Венеційському кінофестивалі.
Усього Зденек Міллер зняв більше 50 серій мультфільму, в якому крім Кротика з'являлися також його друзі — миша, їжачок, жаба і заєць. Персонажі мультфільму спілкуються між собою без мови, тільки вигуками, що допомогло фільму завоювати велику міжнародну популярність.
Останні роки життя Зденек Мілер жив в сільському будинку престарілих недалеко від Праги.

## Цікаві факти
У квітні 2011 лялька Кротика побувала в космосі на борту шатла Endeavour, куди її взяв американський астронавт Ендрю Фестель.
На честь аніматора названо астероїд 20364 Зденекмілер.